# Síťový port
Síťový port je speciální číslo (0 až 65535), které slouží v počítačových sítích při komunikaci pomocí protokolů TCP a UDP k rozlišení aplikace v rámci počítače.
Příklad: Server, který je používán k odesílání a přijímání elektronické pošty bude pravděpodobně poskytovat služby SMTP a POP3. Ty jsou na serveru obsluhovány rozdílnými procesy a čísla portů se použijí k rozlišení, která data patří jakému procesu. Obvykle je tomu tak, že SMTP server naslouchá na portu 25, zatímco POP3 na portu 110, avšak je možné nastavit úplně jiná čísla portů.
Číslo portu můžeme zahlédnout i v URL adrese webové stránky. HTTP protokol používá implicitně port 80 a HTTPS port 443, avšak pokud použijeme tento URL zápis: http://www.priklad.com:8000/pokusnastranka, pokusí se webový prohlížeč kontaktovat HTTP server priklad.com na portu 8000.
V protokolech TCP a UDP obsahuje hlavička paketu číslo zdrojového a cílového portu (délka každého čísla je 16 bitů, takže v desítkové soustavě může nabývat hodnot 0–65535). Z pohledu uživatele je zdrojový port ten, který zásobník TCP/IP používá pro komunikaci s cílovým portem serveru. Číslo zdrojového portu je přidělováno náhodně procesem TCP (nebo UDP) a většinou je to číslo mezi 1 023 a 65 535. Ze strany serveru je to naopak – tento port se pro něj, při odesílání paketů k uživateli, stává portem cílovým.

## Seznam čísel portů
| Port   | Protokol      | Popis                                                                                         |
| ------ | ------------- | --------------------------------------------------------------------------------------------- |
| 21, 20 | FTP, FTP-data | Přenos souborů (řídící a datové spojení)                                                      |
| 22     | SSH           | Secure shell - šifrovaná obdoba protokolu telnet, přenosy souborů, forwardování portů         |
| 23     | Telnet        | Vzdálený textový terminál – nešifrovaná komunikace                                            |
| 25     | SMTP          | Simple Mail Transfer Protocol – přenos elektronické pošty                                     |
| 53     | DNS           | Domain Name System – překlad doménových jmen na IP adresy a zpět                              |
| 80     | HTTP          | HyperText Transfer Protocol – přenos WWW stránek i jiných dat                                 |
| 110    | POP3          | Post Office Protocol version 3 – stahování elektronické pošty                                 |
| 143    | IMAP          | Internet Message Access Protocol 4 – vzdálená správa poštovní schránky s elektronickou poštou |
| 161    | SNMP          | Simple Network Management Protocol                                                            |
| 443    | HTTPS         | Šifrovaný přenos HTTP protokolu přes TLS                                                      |